# Herkingen
Herkingen est un village situé dans la commune néerlandaise de Goeree-Overflakkee, dans la province de la Hollande-Méridionale. Le 1er janvier 2007, le village comptait 1 250 habitants.

## Histoire
Herkingen a été une commune indépendante jusqu'au 1er janvier 1966, date de son rattachement à Dirksland. Entre 1812 et 1817, Herkingen avait été rattaché à Nieuwe-Tonge.